# Godhuli
Pour plus de détails, voir Fiche technique et Distribution.
Godhuli ("Le Soir") est un film indien réalisé par Girish Karnad et B.V. Karanth en 1977 qui raconte le conflit entre un éleveur de vache et un prêtre dans un village du Karnataka. C’est un remake en hindi quasiment plan par plan du film Tabbaliyu Neenaade Magane  tourné en langue kannada par les mêmes réalisateurs. La distribution est également en grande partie identique. 

## Synopsis
Après avoir étudié aux États-Unis Nandan revient dans son village du Karnataka à l’occasion du décès de son père. Il reprend l’élevage de vaches de ce dernier, et se retrouve ainsi à la tête de la principale activité économique du village. Rapidement, il entre en désaccord avec le prêtre du village, pourtant son ami d’enfance, au sujet des vaches. Nandan, en partie sous l’influence de son épouse américaine, considère surtout son troupeau comme une source de profit et souhaite moderniser son exploitation, tandis que le prêtre est indigné par le peu de respect dont Nandan fait preuve envers un animal sacré dans la religion hindoue. Les deux hommes vont user l’un de son influence morale et religieuse, l’autre de son pouvoir économique, pour rallier les villageois à leur cause.

## Fiche technique
- Titre original : Godhuli
- Réalisateur : B.V. Karanth, Girish Karnad
- Scénario : B.V. Karanth, Girish Karnad, d’après un roman de S.L. Bhyrappa
- Dialogues : Sharad Joshi
- Musique : Bhaskar Chandavarkar
- Chanteurs  : Mohammed Rafi, Usha Mangeshkar, Dilraj Kaur
- Paroles des chansons : Suryabhanu Gupta
- Chorégraphe : Keshav Nritya Shala
- Décors : Krishnamurthy
- Son : S.P. Ramanathan
- Costumes : Prema Karanth
- Maquillage : Ramkrishna
- Langues :  hindi
- Genre : drame

## Distribution
- Kulbhushan Kharbanda : Nandan
- Paula Lindsay : l’épouse de Nandan
- Naseeruddin Shah : Venkatesh, le prêtre

## Récompenses
Godhuli a valu à B.V. Karanth  et  à Girish Karnad  le Filmfare Award du meilleur scénario en 1977.